# ジロ・デ・イタリア 1948
ジロ・デ・イタリア 1948は、自転車競技のロードレース大会であるジロ・デ・イタリアの31回目のレース。1948年5月15日から6月6日まで開催された。全19区間。全行程4141km。

## 総合成績
フィオレンツォ・マーニとエツィオ・チェッキが最終ステージまで激しく競り合い、わずか11秒差、マーニがチェッキを降し、初の総合優勝を果たした。なお、当大会における総合優勝者と同2位とのタイム差は2010年現在、ジロ・デ・イタリア史上における最小タイム差として記録されている。
|    | 選手名                     | 国籍     | 時間            |
| -- | -------------------------- | -------- | --------------- |
| 1  | フィオレンツォ・マーニ     | イタリア | 125時間51分52秒 |
| 2  | エツィオ・チェッキ         | イタリア | + 11秒          |
| 3  | ジョルダーノ・コットゥル   | イタリア | + 2分37秒       |
| 4  | ヴィート・オルテッリ       | イタリア | + 2分37秒       |
| 5  | プリモ・ヴォルピ           | イタリア | + 2分37秒       |
| 6  | アンジェロ・ブリニョーレ   | イタリア | + 9分14秒       |
| 7  | ジュリオ・ブレシ           | イタリア | + 9分17秒       |
| 8  | ジーノ・バルタリ           | イタリア | + 11分52秒      |
| 9  | セラフィノ・ビアジョーニ   | イタリア | + 15分05秒      |
| 10 | アルフレード・マルティーニ | イタリア | + 18分22秒      |

## マリア・ローザ保持者
| 選手名                   | 国籍     | 首位区間        |
| ------------------------ | -------- | --------------- |
| ジョルダーノ・コットゥル | イタリア | 第1-第8         |
| ヴィート・オルテッリ     | イタリア | 第9-第13        |
| フィオレンツォ・マーニ   | イタリア | 第14、第17-最終 |
| エツィオ・チェッキ       | イタリア | 第15-第16       |

### 山岳賞結果
| 山岳賞 | ファウスト・コッピ |
| 2位    | エツィオ・チェッキ |
| 3位    | ジーノ・バルタリ   |